# Schiedsort
Der Schiedsort, auch als Sitz des Schiedsgerichts, Ort des schiedsrichterlichen Verfahrens (so § 1043 ZPO) oder im Englischen seat of arbitration bezeichnet, ist der Ort, an dem ein Schiedsverfahren vor einem Schiedsgericht rechtlich verankert ist. Er muss nicht identisch sein mit dem Ort, an dem das Schiedsgericht tatsächlich tagt.

## Festlegung
Die Parteien können den Schiedsort in der Schiedsvereinbarung frei vereinbaren (§ 1043 ZPO). Der Schiedsort muss dabei in keinerlei Beziehung zu den Parteien selbst oder dem Rechtsstreit stehen. Die Vereinbarung kann auch konkludent erfolgen. Gibt es hingegen überhaupt keine Hinweise, was die Parteien als Schiedsort festlegen wollten, bestimmt das Schiedsgericht den Schiedsort.

## Rechtliche Bedeutung
Nach dem Schiedsort bestimmt sich das anwendbare Verfahrensrecht (lex loci arbitri), ob der Schiedsspruch in einem bestimmten Land als ausländisch oder inländisch behandelt wird und welche staatlichen Gerichte für das Schiedsverfahren begleitende Maßnahmen und Aufhebungsanträge zuständig sind.

## Praxis
In der Praxis haben sich bestimmte Städte als traditionell beliebte Schiedsorte herauskristallisiert. Hintergrund sind ein sachgerechtes Schiedsverfahrensrecht, in Schiedssachen erfahrene örtliche Gerichte und eine spezialisierte Anwaltschaft.